# Сеанс дождливым вечером
«Сеанс дождливым вечером» (англ. Seance on a Wet Afternoon) — фильм британского режиссёра Брайана Форбса, психологический триллер, удостоенный более 10 международных кинонаград.

## Сюжет
Майра Сэвидж — медиум, проводящая домашние спиритические сеансы. Её муж Билли не в состоянии работать из-за астмы и запуган властной женой, поэтому во всём оказывает ей помощь. Во время сеансов Майра вводит себя в транс путём того, что устанавливает связь с, как ей самой кажется, Адамом — их с Билли покойным сыном. Но популярности и, соответственно, высоких доходов нет, и Майра составляет план, по которому Билли похищает девочку из богатой семьи 10-летнюю Аманду Клейтон. Медиум же должна оказать «неоценимую помощь» полиции в розыске ребёнка, чем снискать себе известность. Девочку выкрадывают и содержат в одной из комнат в доме Сэвиджей, обставленную под больничную палату: Майра предстаёт в образе медсестры и убеждает ребёнка, что та находится в больнице.
Майра публично заявляет о своём энергетическом контакте с похищенной и предлагает родителям свои услуги. Но во время спиритического сеанса планы Майры рушатся из-за становящегося откровенным её психического заболевания — во время сеанса Майра начинает забываться и не контролировать себя. Позже Билли пытается уговорить жену вернуть девочку, потому что у той поднялась температура (чтобы контролировать Аманду Сэвиджы постоянно пичкают её успокоительными лекарствами), но Майра неожиданно говорит, что их сын Адам очень заинтересован Амандой и хочет, чтобы та присоединилась к нему — то есть, девочка должна умереть. В отчаянии Билли пытается донести до жены страшную правду: Адам родился мёртвым, а потому все его послания — это мысли самой Майры.
Из-за их скандала из комнаты выходит одурманенная лекарствами Аманда, но Билли уводит её обратно в постель, после чего понимает, что когда Аманда придёт в себя, то узнает в нём своего похитителя. Он соглашается с требованием жены убить девочку и увозит её спящую из дома, но просто оставляет возле лагеря местных скаутов. Несколько позже подполковник полиции Уолш провоцирует Майру на спиритический сеанс, и та в состоянии психического транса разоблачает себя и мужа.

## В ролях
- Ким Стэнли — Майра Сэвидж
- Ричард Аттенборо — Билли Сэвидж
- Нанетт Ньюман — миссис Клейтон
- Марк Иден — Чарльз Клейтон
- Патрик Мэги — подполковник Уолш
- Джералд Сим — детектив Бидл

Брайан Форбс сыграл в некоторых сценах Билли, потому что Ричард Аттенборо в период съёмок лечился от камней в почках и не мог долго находится на съёмочной площадке.

## Награды и номинации
- 1964 год — Национальный совет кинокритиков США, награда за лучшую женскую роль (Стэнли).
- 1964 год — Сообщество кинокритиков Нью-Йорка, награда за лучшую женскую роль (Стэнли).
- 1965 год — номинация на премию «Оскар» за лучшую женскую роль (Стэнли).
- 1965 год — Премия BAFTA за лучшую мужскую роль (Аттенборо), Премия BAFTA за лучшую операторскую работу (Турпин), номинации на премию за лучший сценарий для британского фильма и лучшей иностранной актрисе (Стэнли).

## Критика
Британский институт кино считает, что «Сеанс дождливым вечером» стал лучшим из пяти фильмов, снятых в сотрудничестве Брайана Форбса и Ричарда Аттенборо, при этом чрезвычайно успешным в коммерческом отношении. Особо высоко эксперт института оценивает хара́ктерные сцены между покорным мужем и его психически неуравновешенной супругой. Один из ведущих ресурсов о британском кино britmovie.co.uk также считает этот дуэт блестящим. The New York Times отмечает также хорошую игру актёров, воплотивших роли родителей похищенной девочки, а также безупречно точное музыкальное сопровождение картины. Из негативных оценок можно привести отзыв американского критика Кристофера Налла: «Это опыт проявления клаустрофобии и любопытное исследование психоза, индуцированного пережитым горем. Однако темп <фильма> является очевидной причиной, по которой вы никогда ранее о нём не слышали».
В 2000 году по этому же роману японский режиссёр Киёси Куросава снял фильм «Спиритический сеанс», но с большими отклонениями от оригинального сюжета.